# Partitio terrarum imperii Romaniae
Partitio terrarum imperii Romaniae występujące w historiografii także w formie skrótowej jako Partitio Rommaniae – wyrażenie oznaczające podział ziem Cesarstwa Bizantyńskiego przez uczestników IV wyprawy krzyżowej po zdobyciu Konstantynopola. W wyniku tej umowy powstało Cesarstwo Łacińskie, a także szereg innych państw łacińskich w Azji Mniejszej, Grecji i na wyspach Morza Egejskiego.

## Historia

### Krucjata
IV wyprawa krzyżowa nie zrealizowała założonych zamiarów i nie wyprawiła się do przeciwko niewiernym. Zamiast tego została wmieszana przez swoich liderów w polityczne gry najpierw między Wenecją i Węgrami, a następnie między Wenecją a Cesarstwem Bizantyjskim. Republika chciała wykorzystała dynastycznie niesnaski między Aleksym IV Angelosem a jego wujem Aleksym III do całkowitego podporządkowania sobie Bizancjum i zdobycia monopolu handlowego we wschodniej części Morza Śródziemnego i na Morzu Czarnym. Za pomocą mieszanki namów, obietnic i szantażu Wenecjanie przekonali krzyżowców do okazania pomocy Aleksemu IV, który zwrócił się do nich z prośbą o interwencję przeciwko uzurpatorowi. Krzyżowcy po niezbyt zaciętych bojach zmusili w lipcu 1203 roku Aleksego III do ustąpienia a na tron powrócił Izaak II Angelos a jego syn Aleksy został koronowany na współcesarza.
Między Aleksym IV a Wenecjanami i krzyżowcami doszło jednak do rozłamu. Jego przyczyną był spór o pieniądze obiecane przez Angelosa w zamian za pomoc w odzyskaniu tronu. W momencie objęcia władzy cesarz zastał skarb pustym i nie miał możliwości aby szybko pozyskać środki na zapłatę. W wyniku problemów wewnętrznych Aleksy IV został obalony i zabity a jego ojciec zmarł z powodu chorób. Władzę objął Aleksy V, który był jednym z przywódców stronnictwa antyłacińskiego i kategorycznie odmówił krzyżowcom zapłaty obiecanej im przez poprzednika. W kwietniu 1204 roku doszło do walk i nowego oblężenia Konstantynopola, tym razem gorszego w skutkach dla miasta i jego mieszkańców. Już miesiąc wcześniej przywódcy wyprawy i Wenecjanie uzgodnili swoje cele i podjęli decyzję iż opanują ziemie cesarstwa narzucając Grekom swoją władzę. Szturm podjęty 12 kwietnia zakończył się zwycięstwem krzyżowców a Aleksy V zbiegł ze stolicy cesarstwa, pozostawiając je na pastwę łacinników.

### Podział Bizancjum

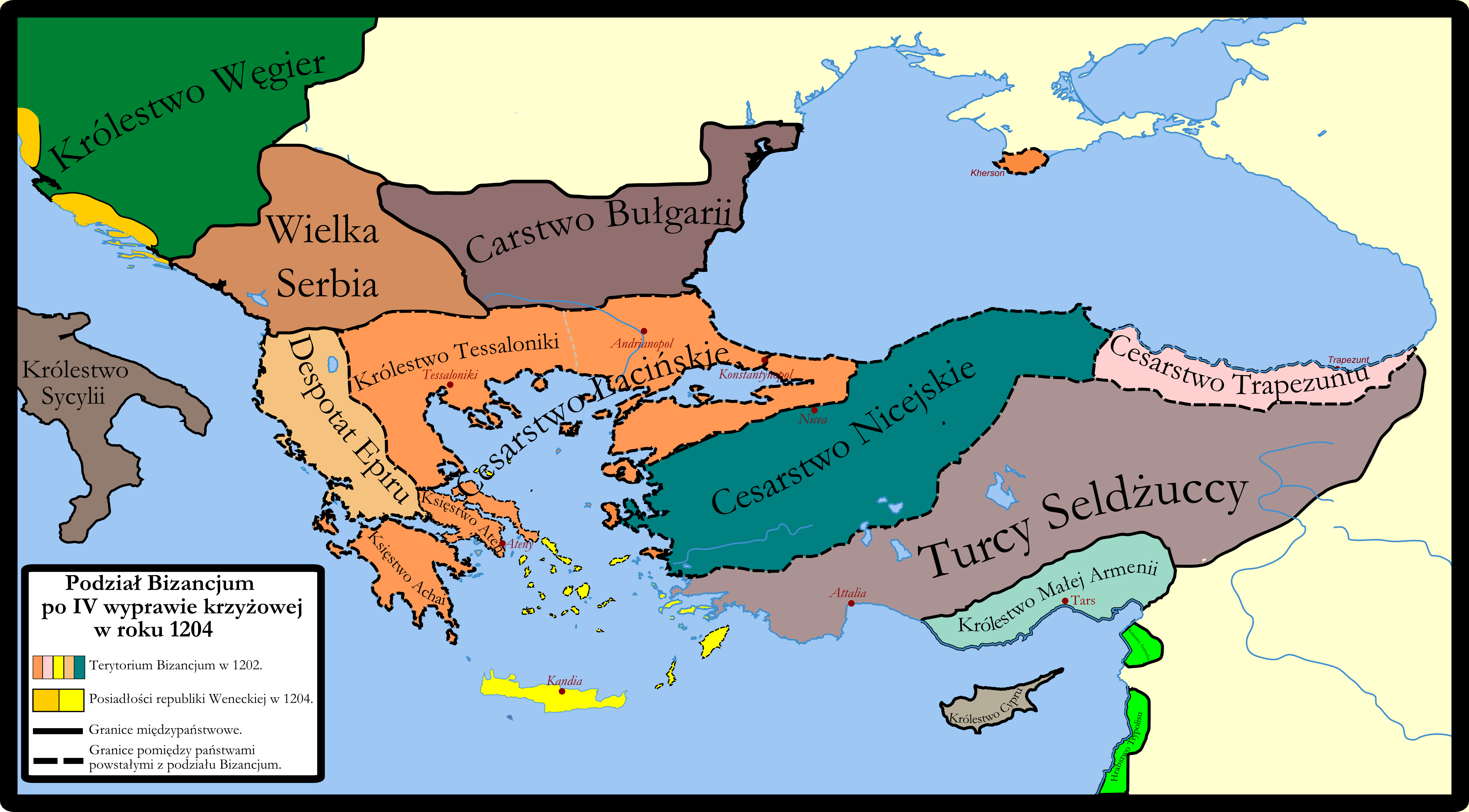
Państwa w Azji Mniejszej i Grecji po Partitio terrarum imperii Romaniae

Zwycięzcy, uważający się za nowych panów Bizancjum, postanowili podzielić między siebie tereny cesarstwa, także te które pozostawały pod kontrolą niezależnych władców lub administracji bizantyńskiej. Wszyscy sygnatariusze umowy zgadzali się co do tego że cesarstwo nadal powinno istnieć, ale raczej jako nominalny zwierzchnik, a nie scentralizowane państwo. Swojej części łupu żądała również Wenecja. Po negocjacjach które zajęły kilka tygodni podpisano traktat na mocy którego Wenecja miała otrzymać 3/4 łupów do wysokości zobowiązania Aleksego IV i połowę nadwyżki a krzyżowcy odpowiednio 1/4 łupu i drugą połowę nadwyżki. Nowego cesarza miała wybrać komisja złożona z 12 elektorów z których sześciu miało być Wenecjanami a sześciu krzyżowcami. W razie gdyby cesarzem został któryś z panów feudalnych urząd patriarchy Konstantynopola miał przypaść Wenecjaninowi. Nowe cesarstwo otrzymywało 1/4 ziem Bizancjum i Konstantynopola. Wenecjanie i krzyżowcy po połowie pozostałej części. Umowa zakładała również wprowadzenie łacińskiej organizacji kościelnej i określała obowiązki tych którzy otrzymają od cesarza lenna i tytuły.
Zgodnie z umową cesarz, którym ku zaskoczeniu wielu został nie Bonifacy z Montferratu a Baldwin Z Flandrii, otrzymywał kilka miast w Tracji, wyspy Morza Egejskiego i najważniejsze ośrodki miejskie w Azji Mniejszej. Pozostali uczestnicy krucjaty mieli podzielić się dobrami ziemskimi w Macedonii, Tracji i Tesalii. Bonifacy z Montferratu dostał Kretę, ale odsprzedał ją Wenecjanom w zamian za ziemie wokół Tessalonik, które zdobył w wyniku prywatnej inicjatywy i ogłosił się królem. Wenecjanie otrzymali miejscowości nadbrzeżne, leżące na drodze z Adriatyku do Konstantynopola i część stolicy. Pomniejsi przywódcy wyprawy dostali odpowiednio mniejsze lenna z których mieli złożyć hołd Baldwinowi.

### Państwa łacińskie
Wiele z tych lenn istniało jednak tylko na papierze, ponieważ znajdowały się pod kontrolą Greków. Krzyżowcy musieli je sobie dopiero wywalczyć. Na terenie Azji Mniejszej ponieśli jednak szereg porażek, które skutecznie zniechęciły ich do ekspansji na wschód i co za tym idzie ich posiadłości były tam mocno okrojone. Umiarkowany sukces odnieśli w walkach o zachodnie prowincje cesarstwa. Wenecjanie narzucili swoją władzę na Krecie, w portach Modon i Kroton a chwilowo także na Korfu. Wyspy na Morzu Egejskim oddali w zarząd poszczególnym rodom a Kefalinię i Eubeę przekazali łacińskim rycerzom, którzy jednak musieli składać hołd lenny doży. Towarzysze Bonifacego z Montferratu zostali przez niego nagrodzeni lennami. Otto de la Roche został księciem Aten, Guy Pallavicini dostał marchię Bodonitzy a Tomasz d' Autremoncourt został seniorem Salony. Wilhelm z Champlite i Gotfryd z Villehardouin natomiast, przejęli władzę na Peloponezie, dając początek księstwu Achai. Oprócz wymienionych tu państw feudalnych powstało wiele innych, pomniejszych władztw.

### Państwa greckie
Grecy po upadku Konstantynopola byli w szoku. W ciągu pierwszych kilku lat panował chaos, możnowładcy zwalczali się nawzajem a ludność nie wiedziała kto reprezentuje prawowitą władzę. Z biegiem czasu sytuacja uległa normalizacji a lokalni dowódcy, arystokraci i członkowie potężnych rodów zaczęli ogłaszać swoje panowanie na poszczególnych terenach i rościć sobie pretensje do korony cesarskiej. W wyniku tego procesu wykrystalizowało się kilka silnych ośrodków, dążących do odtworzenia Bizancjum.
Jeszcze przed zdobyciem stolicy przez łacinników, dwaj bracia Dawid i Aleksy Komnenowie, wnukowie Andronika I Komnena podporządkowali sobie Trapezunt i Pont. Później, dzięki pomocy wojsk gruzińskich, podbili ziemie od rzeki Halys aż po Kaukaz. W 1206 roku Dawid poległ walcząc na zachodzie, ale jego brat ogłosił się wówczas „cesarzem Rzymian” zapoczątkowując w ten sposób tak zwane Cesarstwo Trapezuntu, które miało przetrwać aż do 1461 roku i dojść do znacznego bogactwa.
W Grecji kontynentalnej Michał I Angelos po klęsce w Bitwie w Oliwnym Gaju wycofał się do Epiru, gdzie osiadł w Arcie. Początkowo ogłosił się Despotą Epiru. Jednak już jego następca: jego przyrodni brat Teodor Angelos Dukas Komnen w 1224 roku przyjął tytuł cesarski. Jego władztwo dawało się mocno we znaki peloponeskim łacinnikom, Epiroci zniszczyli Królestwo Tesaloniki, zagrozili księstwu Aten i rywalizowali o ziemie późniejszego królestwa Albanii z Manfredem Sycylijskim.
Największe pretensje do korony cesarskiej zgłaszał Teodor Laskarys, który w kwietniu 1204 roku zbiegł z oblężonego Konstantynopola i osiadł w Nikei, gdzie po upadku stolicy osiedliła się większość dostojników dworskich i arystokracji. W Nikei odtworzono również ortodoksyjny patriarchat, który w 1208 roku koronował Teodora na cesarza. Cesarstwo Nicejskie wzięło na siebie główny ciężar walk z łacinnikami, prąc do odzyskania Konstantynopola i zemsty za doznane upokorzenia. Bizantyńczycy uważali to za nową świętą wojnę. To właśnie cesarz nikejski, Michał Paleolog zdobył w 1261 roku Konstantynopol.